# Nitocrella sterbai
Nitocrella sterbai is een eenoogkreeftjessoort uit de familie van de Ameiridae. De wetenschappelijke naam van de soort is voor het eerst geldig gepubliceerd in 1969 door Borutsky.